# (6274) Taizaburo
(6274) Taizaburo es un asteroide perteneciente al cinturón de asteroides, región del sistema solar que se encuentra entre las órbitas de Marte y Júpiter, descubierto el 23 de marzo de 1992 por Kin Endate y el también astrónomo Kazuro Watanabe desde el Observatorio de Kitami, Hokkaidō, Japón.

## Designación y nombre
Designado provisionalmente como 1992 FV. Fue nombrado Taizaburo en homenaje a Taizaburo Koyama, astrofotógrafo aficionado que en 1973 inventó el telescopio ecuatorial portátil Sky Memo.

## Características orbitales
Taizaburo está situado a una distancia media del Sol de 2,149 ua, pudiendo alejarse hasta 2,399 ua y acercarse hasta 1,900 ua. Su excentricidad es 0,116 y la inclinación orbital 3,935 grados. Emplea 1151,29 días en completar una órbita alrededor del Sol.

## Características físicas
La magnitud absoluta de Taizaburo es 13,7. Tiene 4,923 km de diámetro y su albedo se estima en 0,265. 